# 匍枝粉报春
匍枝粉报春（学名：Primula caldaria）为报春花科报春花属下的一个种。

## 扩展阅读
- 維基物種上的相關：匍枝粉报春